# Палеохори (Халкидики)
Палеохори или Старо Село (грч. Παλαιοχώρι) је насељено место у општини Аристотел у периферији Средишња Македонија, Грчка. Према попису из 2021. године било је 1.262 становника.
Према бугарском географу и историчару, Василу Канчову, у Палеохорију је 1900. године живело 560 Грка. Српски историчар Спиридон Гопчевић, 1890. године бележи да је становништво Палеохора словенског порекла.